# Francis Arthur Bather
Francis Arthur Bather (* 17. Februar 1863 in Richmond upon Thames; † 20. März 1934) war ein britischer Paläontologe.

## Leben
Bather ging auf das Winchester College und studierte an der Universität Oxford (New College) mit dem Abschluss 1886 mit Bestnoten in Naturwissenschaften. Ab 1887 war er in der Abteilung Geologie des British Museum (Natural History), wo er sich um fossile Stachelhäuter kümmerte. 1896 heiratete er in Stockholm. Bei der Pensionierung von Henry Woodward wurde er 1902 Deputy Keeper am Natural History Museum und 1924 als Nachfolger von Arthur Smith Woodward Keeper.
1909 wurde er Fellow der Royal Society. 1911 erhielt er die Lyell-Medaille. 1926 bis 1928 war er Präsident der Geological Society of London. 1892 erhielt er den Rolleston Preis in Biologie der Universitäten Oxford und Cambridge, 1932 die Mary Clark Thompson Medal der National Academy of Sciences und 1897 den Wollaston Fund. 1912 wurde er Mitglied der Paläontologischen Gesellschaft und ab 1928 auswärtiges Mitglied der American Academy of Arts and Sciences. Im Jahr 1925 wurde er zum Mitglied der Leopoldina gewählt.

## Schriften
- The Crinoidea of Gotland, 1893
- British Fossil Crinoidea 1890–1892
- The Echinoderma, 1900
- Triassic Echinoderms of Bakony, 1909
- Cystidea from Girvan, 1913
- Studies in Edrioasteroidea, 1915
- Guide to the Exhibition Galleries of Geology and Palaeontology, Natural History Museum 1923, 1936
- Herausgeber: Rhodesian Man and Associated Remains, 1928
- Echinodermata, Encyclopedia Britannica 1911